# Confédération des syndicats de travailleurs sud-africains
La Confederation of South African Workers' Unions (CONSAWU) est un syndicat sud-africain affilié à la Confédération syndicale internationale.
Cette confédération réunit les militants plutôt conservateurs du mouvement syndical sud-africain. Elle a succédé à l'ancienne South African Confederation of Labour (Sacol) . 
À sa fondation en 2003, elle réunit 28 syndicats et revendique 330 000 adhérents, dont un important syndicat de professeurs.
Elle a ensuite perdu son plus important syndicat affilié, Solidarity, ce qui fait d'elle une petite fédération réunissant des syndicats surtout du secteur public et des petites organisations dans les secteurs de l'extraction minière, de la construction, de la pêche, du commerce de détail ainsi que de l'hôtellerie-restauration.
En 2019, elle a 49 000 adhérents.
La CONSAWU et la CONSATU jouent un rôle d'influence sur la politique des pensions de retraite.